# Best Men
Pour plus de détails, voir Fiche technique et Distribution.
Best Men est un film américano-britannique réalisé par Tamra Davis, sorti en 1997. 
Le film met en vedette notamment Dean Cain, Sean Patrick Flanery, Luke Wilson et Drew Barrymore dans les rôles principaux et raconte l'histoire d'un groupe d'amis qui se retrouvent impliqués dans un hold-up malgré eux par la faute de l'un d'entre eux, alors qu'un autre de la bande, vient de récemment sortir de prison et devant se marier le  jour même.
Lors de sa sortie en salles, le film n'est pas très bien accueilli par la critique et rencontre un échec commercial.

## Synopsis
Lorsque Jesse est libéré de prison après avoir purgé une peine de trois ans, ses quatre amis Buzz, Billy, Sol et Teddy l'attendent, tous affublés d'un smoking, car ce dernier doit se marier le jour même avec sa petite amie, Hope. Alors que les cinq hommes sont sur le chemin de la cérémonie, Billy demande à faire un détour près d'une banque d'une petite ville. Alors que Jesse s'impatiente, Buzz, ancien béret vert qui porte des armes de poings sur lui, part retrouver Billy, apprenti acteur, pour le presser quand il découvre qu'un braquage s'y déroule. Alors que Buzz met en joue le braqueur avec son arme, il découvre que ce n'est autre que Billy, qui commet des hold-up en cagoule sous le pseudonyme de Hamlet, en récitant du Shakespeare avant de s'enfuir, tout en étant activement recherché par le FBI.
Lorsque Teddy, puis Sol et Jesse débarquent, la situation évolue involontairement en prise d'otages, bientôt suivi par l'arrivée de la police. Sol, ancien avocat pénaliste depuis spécialisé dans les divorces, leur annonce qu'ils seront tous considérés comme complices par les autorités, encourant de lourdes peines de prison. Malgré la situation, les clients de la banque se lient d'amitié avec les cinq hommes. Parallèlement, le shérif de la ville, Phillips, qui n'est autre que le père de Billy, exige vainement sa réédition par téléphone, tout en le rabrouant. Au moment de penser à libérer des otages, l'un d'entre eux, Gonzo, un vétéran de la guerre du Vietnam, suggère qu'ils demandent qu'un hélicoptère atterrisse sur le toit afin qu'il puisse les faire voler en toute sécurité. Buzz se lie d'amitié avec Gonzo et lui avoue qu'il a toujours voulu servir l'armée, mais a été renvoyé en raison de son homosexualité, tandis que Teddy, homme au foyer victime d'intimidation de la part de son épouse, ayant l'impression que le hold-up l'a réveillé, n'hésite pas à appeler sa femme au téléphone pour lui dire ses quatre vérités. Ayant appris la nouvelle, Hope débarque en robe de mariée devant la banque et parvient à y pénétrer. Malgré les événements, Hope est résolue à épouser Jesse. 
Une équipe du FBI débarque et prend la tête des opérations et négocier la libération des otages. Leur chef, l'agent Hoover, un être odieux prêt à tout pour coincer Billy et sa bande, quitte à montrer peu de respect pour les otages. Phillips se présente devant la banque pour parler avec son fils, qui accepte. Billy reproche à ce dernier de ne pas avoir été un père comme les autres en raison de la mort de sa mère, durant sa naissance. Le gang négocie pour que le mariage de Jesse et Hope se déroule dans la banque. Hoover accepte qu'un prêtre organise une cérémonie, mais il s'avère que l'homme d'église est en fait un agent fédéral infiltré qui n'hésite pas à faire feu sur Teddy et Buzz avec une arme à feu caché dans une Bible avant d'être neutralisé par le reste du groupe. Si Buzz est blessé au bras et panse sa plaie, Teddy est lui plus sérieusement touché au ventre, refusant d'abandonner ses amis pour aller à l'hôpital, mais il est contraint de quitter la banque pour être emmener aux urgences en ambulance. 
Tandis que le groupe planifie une sortie de la banque, certains otages, dont Gonzo, sont libérés et refusent d'identifier Billy et ses amis. Sol négocie avec Hoover la sortie du gang et des otages en bus en échange de l'arrestation de Billy. Le lendemain, le bus se présente devant la banque et le petit groupe composé du gang et des otages restants se préparent à monter dans le véhicule en se cachant tous sous un drapeau, tandis que Hoover ne cache sa pas sa sournoiserie en demandant aux tireurs d'élite de faire feu sur eux, mais ces derniers, incapables de repérer les braqueurs des otages, refusent de tirer sans discernement. Alors qu'otages et braqueurs sont dans le bus, Sol s'excuse auprès de Jesse d'avoir commis une erreur qui a conduit à purger les trois ans de prison puis descend du véhicule afin de se livrer à la place de Billy. Hoover refuse, alors Sol braque une arme sur lui pour le contraindre de laisser partir le bus, qui parvient à prendre la route, grâce à l'aide de Phillips qui a bloqué les agents fédéraux avec sa voiture afin de laisser le temps à son fils et à ses amis de s'enfuir, au prix du sacrifice de Sol, qui est abattu par un tireur d'élite. Alors que le bus se dirige vers l'aéroport local, les fédéraux commencent à rattraper leur retard et Buzz le fait sortir de la route principale. Gonzo apparaît alors dans un hélicoptère militaire dans lequel Jesse et Hope parviennent à monter et à fuir avec le butin du hold-up donné par Billy. Cependant, Billy et Buzz n'arrivent pas à échapper à leurs poursuivants et libèrent les derniers otages avant d'affronter Hoover et les forces de l'ordre au cours d'une fusillade sanglante, à laquelle ils sont mortellement blessés, tout comme Hoover, qui s'est pris une balle dans la tête par Buzz avant de succomber à ses blessures.
Quant à Jesse et Hope, ils se sont réfugiés au Mexique où ils sont devenus les parents d'un jeune garçon, avec lequel ils s'amusent ensemble sur une plage.

## Fiche technique
- Titre : Best Men
- Autre titre français : Les Témoins du marié (pour la ressortie en DVD en 2009 et 2011 en France)[1],[2]
- Réalisation : Tamra Davis
- Scénario : Art Edler Brown et Tracy Fraim
- Musique : Mark Mothersbaugh
- Décors : Toby Corbett
- Costumes : Arianne Phillips
- Photographie : James Glennon (en)
- Son : Peter Bentley
- Montage : Paul Trejo
- Production : Bradley Jenkel, Brad Krevoy (en), Deborah Ridpath et Steven Stabler
- Co-production : Art Edler Brown, Tracy Fraim et Sheryl Schwartz
- Production déléguée : Christopher Buchanan et Jeffrey D. Ivers
- Production exécutive : Jeanne Van Cott
- Sociétés de production : Motion Picture Corporation of America (MPCA), Orion Pictures et The Rank Organisation
- Sociétés de distribution : Orion Pictures (États-Unis), CTV International (France)
- Pays de production :  États-Unis et  Royaume-Uni
- Langue originale : anglais
- Format : couleur (DeLuxe) — 35 mm — 2,35:1 (Panavision) — son Dolby Digital
- Genre : comédie policière, action
- Durée : 90 minutes
- Dates de sortie : 
  - États-Unis : 17 octobre 1997
  - Royaume-Uni : 27 mars 1998
  - France : 11 novembre 1998
- Classifications : 
  -  MPAA[3] : R (Restricted) (certificat #35018)
  -  Mention CNC[4] : tous publics (visa d'exploitation no 93055 délivré le 28 octobre 1998)

## Distribution
- Dean Cain (VF : Emmanuel Curtil) : Buzz Thomas
- Andy Dick (VF : William Coryn) : Teddy Pollack
- Sean Patrick Flanery (VF : Pierre Tessier) : Billy Phillips
- Mitchell Whitfield (en) (VF : Luq Hamet) : Sol Jacobs
- Luke Wilson (VF : Pierre-François Pistorio) : Jesse Reilly
- Fred Ward (VF : Michel Fortin) : le shérif Bud Phillips
- Raymond J. Barry (VF : Jean-Pierre Leroux) : l'agent du FBI Hoover
- Drew Barrymore (VF : Julie Dumas) : Hope
- Brad Dourif (VF : Daniel Sarky) : John « Gonzo » Coleman, le vétéran
- Tracy Fraim : Cuervo
- Art Edler Brown (VF : Stéphane Ronchewski) : l'agent Carter
- Biff Yeager (en) (VF : Thierry Murzeau) : le maire Boar
- Kathryn Joosten : Edie
- Dee Maaske : Dorothy
- David Wells (VF : Denis Boileau) : le prêtre
- K. K. Dodds (VF : Dominique Westberg) : Cindy Vargas

 Source et légende : version française (VF) sur RS Doublage,

## Sortie et accueil
L'accueil critique de Best Men au moment de sa sortie est entre mitigé et négatif, obtenant un taux d'approbation de 13% sur le site Rotten Tomatoes, sur la base de huit critiques collectées et une moyenne de 4,7⁄10 et un score moyen de 51⁄100 sur le site Metacritic, sur la base de quatre critiques collectés.
Au box-office, le film passe inaperçu, ne rapportant que 5 000 $ durant son exploitation en salles aux États-Unis et ne totalisant que 3 536 entrées en France, où il est distribué dans douze salles, dont 979 entrées sur Paris.